# Dendrobium subulatoides
Dendrobium subulatoides är en orkidéart som beskrevs av Rudolf Schlechter. Dendrobium subulatoides ingår i släktet Dendrobium, och familjen orkidéer. Inga underarter finns listade i Catalogue of Life.